# Вінниця (Свентокшиське воєводство)
Вінниця (пол. Winnica) — село в Польщі, у гміні Поланець Сташовського повіту Свентокшиського воєводства.
Населення — 131 особа (2011).
У 1975-1998 роках село належало до Тарнобжезького воєводства.

## Демографія
Демографічна структура на день 31 березня 2011 року:
|          | Загалом | Допрацездатний вік | Працездатний вік | Постпрацездатний вік |
| -------- | ------- | ------------------ | ---------------- | -------------------- |
| Чоловіки | 63      | 11                 | 48               | 4                    |
| Жінки    | 68      | 12                 | 40               | 16                   |
| Разом    | 131     | 23                 | 88               | 20                   |